# «Мерей» в сезоне 1990
В первом чемпионате СССР по футболу среди женщин в 1990 «Мерей» (Алма-Ата) занял 7 место (высшая лига).
Участие в Чемпионате состоялось благодаря приходу спонсора и смены названия с «Грация» на «Мерей»
Руководили командой — тренерский дуэт: Александра Соловьёва и Виталия Шашкова.
Разия Нуркенова — первый игрок клуба («Мерей») проведший матч за национальную сборную (матч 5 мая 1990 СССР — Болгария 1:1). Всего в 1990 году провела 5 матчей.

## Сезон 1990
Чемпионат СССР по футболу среди женщин в 1990 году проходил в двух зонах. «Мерей» выступал в первой зоне. По окончании соревнований в зонах были стыковые матчи со соответствующим местом в зоне 2.
В ходе регулярного чемпионата «Мерей» проиграл всего 4 матча:
- 0:2 «Серп и Молот» (1 место (итоговое место ), Москва);
- 1:3 «Текстильщик» (2 место (итоговое место ), Раменское);
- 0:1 «Бакинка» (5 место, Баку);
- 0:2 «Монолит» (10 место, Москва)

Особенно чувствительно было поражение от аутсайдера «Монолит» (Москва), которое не позволило «Мерей» занять 2-е место в зоне и в стыковых матчах побороться за бронзовые медали Чемпионата.
В матче за 7-8 место «Мерей» победил «РАФ» (Елгава) 3:0
Свои первые три мяча забила Лариса Савина впоследствии встав лучшим бомбардиром «ЦСК ВВС» в Чемпионатах России (94 гола) и в Кубках России (11 голов).

## Изменения в составе
По сравнению с 1989 годом в составе клуба произошли следующие изменения:
- УШЛИ:
  - Анна Корепова — получила травму и завершила карьеру
  - Ольга Сафиуллина — вышла замуж и завершила карьеру
- ПРИШЛА:
  - Наталья Подойницына[8] из клуба «Олимп» Караганда

## Результаты выступлений
| Сезон | Дивизион                   | Место | И  | В | Н | П | М     | О  |
| ----- | -------------------------- | ----- | -- | - | - | - | ----- | -- |
| 1990  | Высшая лига СССР, зона 1   | 4     | 22 | 9 | 9 | 4 | 35-14 | 27 |
| 1990  | Стыковой матч за 7-е место | 7     | 1  | 1 | 0 | 0 | 3-0   | 3  |

## Состав клуба
Состав клуба в сезоне
- Зоя Ананьева
- Ольга Бурковецкая[10]
- Сауле Джарболова
- Наталья Дорошева
- Марина Коломиец
- Гульнара Карымсакова
- Юлия Кельдюшева
- Оксана Коханная
- Бота Купешова
- Марина Мамаева
- Гайша Мусина
- Анна Остроухова
- Наталья Подойницына (вратарь)
- Лариса Савина
- Александра Светлицкая
- Наталья Смолякова
- Анна Харебова

## Бомбардиры
В сезоне мячи забивали:
- —14 Лариса Савина
- —4 Сауле Джарболова
- —3 Александра Светлицкая
- —2 Марина Коломиец, А.Соколова
- Ольга Бурковецкая, Снежана Гогуля, Оксана Коханная, Марина Мамаева
- 3 технические победы (3-0)